# Feliciano Antonio Chiclana

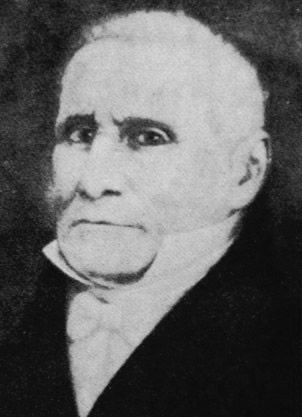
Feliciano Antonio Chiclana

Feliciano Antonio Chiclana (* 9. Juni 1761 in Buenos Aires; † 17. September 1826 ebenda) war ein argentinischer Politiker, Militär, Richter und Anwalt.

## Leben
Chiclana studierte Jura an der Universität von Chile in Santiago, wo er 1783 das Anwaltsexamen ablegte. Nach seiner Rückkehr nach Argentinien entschied er sich zunächst für eine Betätigung als Anwalt, trat jedoch während der Unabhängigkeitsbestrebungen Argentiniens im Zuge der Mai-Revolution in die Armee ein und wurde später Hauptmann und Oberst. Im August 1810 übernahm er als Gouverneur die Verwaltung der Provinz Santiago del Estero, der Provinz Salta und des Departamento Potosí.
Im September 1811 wurde er gemeinsam mit Juan José Paso und Manuel de Sarratea Mitglied des Ersten Triumvirats. Dieses Amt übte er bis zum Oktober 1812 aus. Im November 1812 wurde er erneut Gouverneur von Salta. 1817 sprach er sich gegen die Amtsführung von Juan Martín de Pueyrredón aus, weswegen er ins Exil nach Baltimore gehen musste. Von 1817 bis 1818 lebte er im US-amerikanischen Exil. 1822 ging er in den Ruhestand und starb im September 1826 in Buenos Aires. Er wurde dort auch beerdigt.